# Fairfield vasútállomás
Fairfield vasútállomás  egy vasútállomás Ausztráliában, Fairfield városában. Tulajdonosa a VicTrack, üzemeltetője a Metro Trains Melbourne. Az egyes viteldíj-zónában található, északkeletre Melbournetől.

## Vasútvonalak
Az állomást az alábbi vasútvonalak érintik:
- Hurstbridge-vasútvonal
- Outer Circle railway line

## Kapcsolódó állomások
A vasútállomáshoz az alábbi állomások vannak a legközelebb:
- Dennis
- Alphington

## Forgalom
A Dyson's Bus Services két buszjáratot is üzemeltet, mely érinti az állomást is:
- 567: Northcote – Regent állomás[1]
- 609: Hawthorn állomás – Fairfield[2]